# 硝酸銫
硝酸銫(英文:Caesium nitrate)是一種無機化合物，屬於硝酸鹽，其化學式為CsNO3，由氮、銫、氧組成，其中氮和氧是由共價鍵組成硝酸根離子，硝酸根離子和銫離子間由離子鍵結合，為一種鹽類。硝酸銫外觀為白色的結晶體，可溶於水。這是用在煙火成分，作為著色劑和氧化劑，例如：在誘餌彈和照明彈。

## 制備
可利用碳酸銫和硝酸反應制得

## 性質
和其他鹼金屬硝酸鹽一樣，受熱時分解，形成亞硝酸銫:
{\displaystyle \mathrm {2\ CsNO_{3}\rightarrow 2\ CsNO_{2}+O_{2}} }
硝酸銫還有兩種不同的特殊的硝酸鹽結構:CsNO3·HNO3 和 CsNO3·2HNO3 （熔融溫度100 °C 和 36–38 °C）
硝酸銫的晶體結構為六方晶系.

## 用途
硝酸銫的棱鏡用於紅外光譜、X射線熒光粉，在閃爍計數器它也可用於製作光學鏡片。
硝酸銫也被廣泛應用於軍事煙火，在近紅外照明彈和煙霧製造。在煙火效果活性成分的火焰由銫離子作為凝結核，從而增強吸收放射性是很重要的氣霧劑。